# Sagnador escarlata
El sagnador escarlata (Crocothemis erythraea) és una espècie d'odonat anisòpter de la família Libellulidae, únic representant del gènere Crocothemis a Europa.

## Distribució i hàbitat
Es troba a la meitat sud d'Europa, Àfrica i oest d'Àsia. A partir dels anys 90 del segle xx ha experimentat una forta expansió cap al nord, fet que es podria associar amb el canvi climàtic. Habiten en un ampli ventall d'aigües, tant corrents com estancades, encara que prefereix aquestes últimes.

## Descripció
El mascle crida l'atenció pel seu color vermell intens (més intens que el del gènere Sympetrum i que, a més, el presenta per tot el cos, incloent potes i venació alar), la femella, en canvi, és groguenca. Té una vistosa taca a la base de les ales posteriors, vermella o groga depenent del sexe. El seu abdomen aplanat i una franja blava darrere dels ulls fa l'espècie inconfusible. De 4-4,5 cm de longitud i 6,5-7 cm d'envergadura alar. Pterostigma groguenc o marró.
|  |  |

## Comportament
A les regions més càlides presenta dues generacions a l'any. La femella pot recollir esperma de diversos mascles. Les femelles ponen els ous sense els mascles, al vol va dipositant-los a l'aigua.